# Hans Holbein, o Velho
Hans Holbein (Augsburgo, 1460 — Issenheim, 1524) foi um pintor alemão. 
Nasceu na Baviera e morreu na Alsácia. Ele e o irmão, Sigsmund, pintaram obras religiosas no fim do período gótico. Hans Holbein, o Velho, foi um pioneiro e líder na transformação da arte alemã do Gótico para o Renascimento. 
Foi também criador de xilogravuras e ilustrador de livros, além de projetista de vitrais. 
Seus filhos Hans Holbein, o Jovem e Ambrosius Holbein aprenderam com ele. 

## Galeria

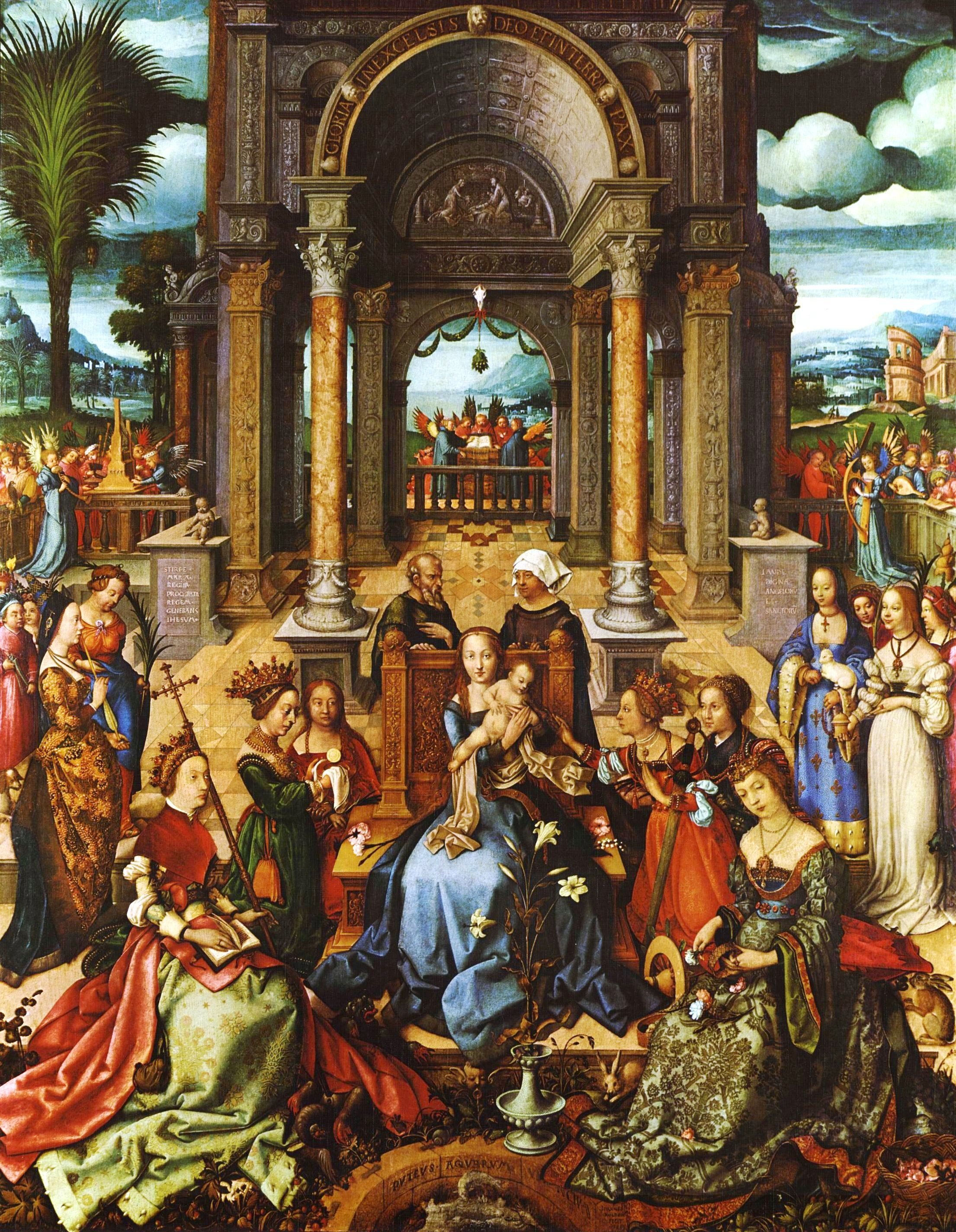
Virgem com o Menino entre Santos e Anjos (1519) no Museu Nacional de Arte Antiga, Lisboa.
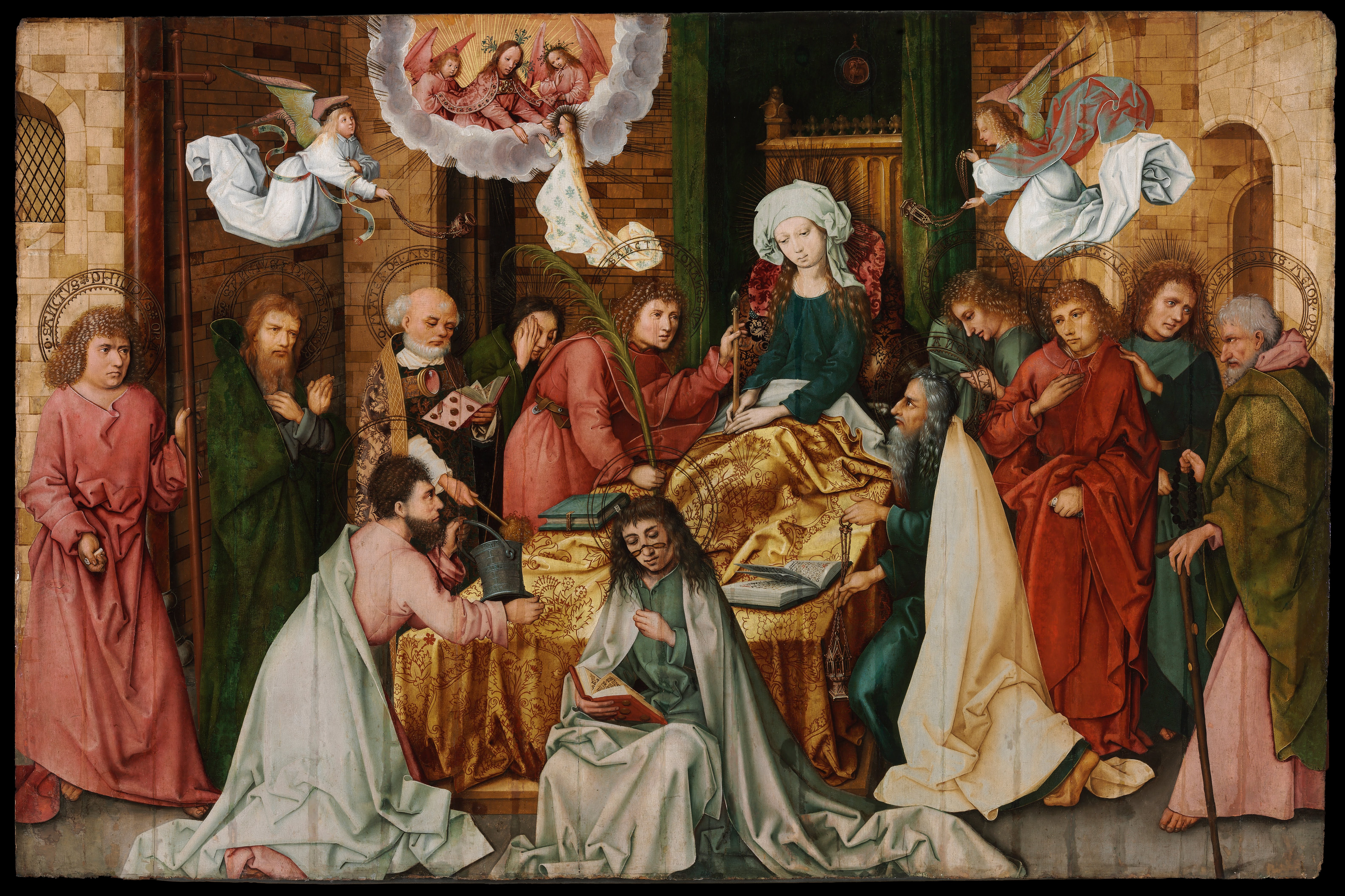
Dormição da Virgem (1491-1492) no Museu de Belas Artes de Budapeste.
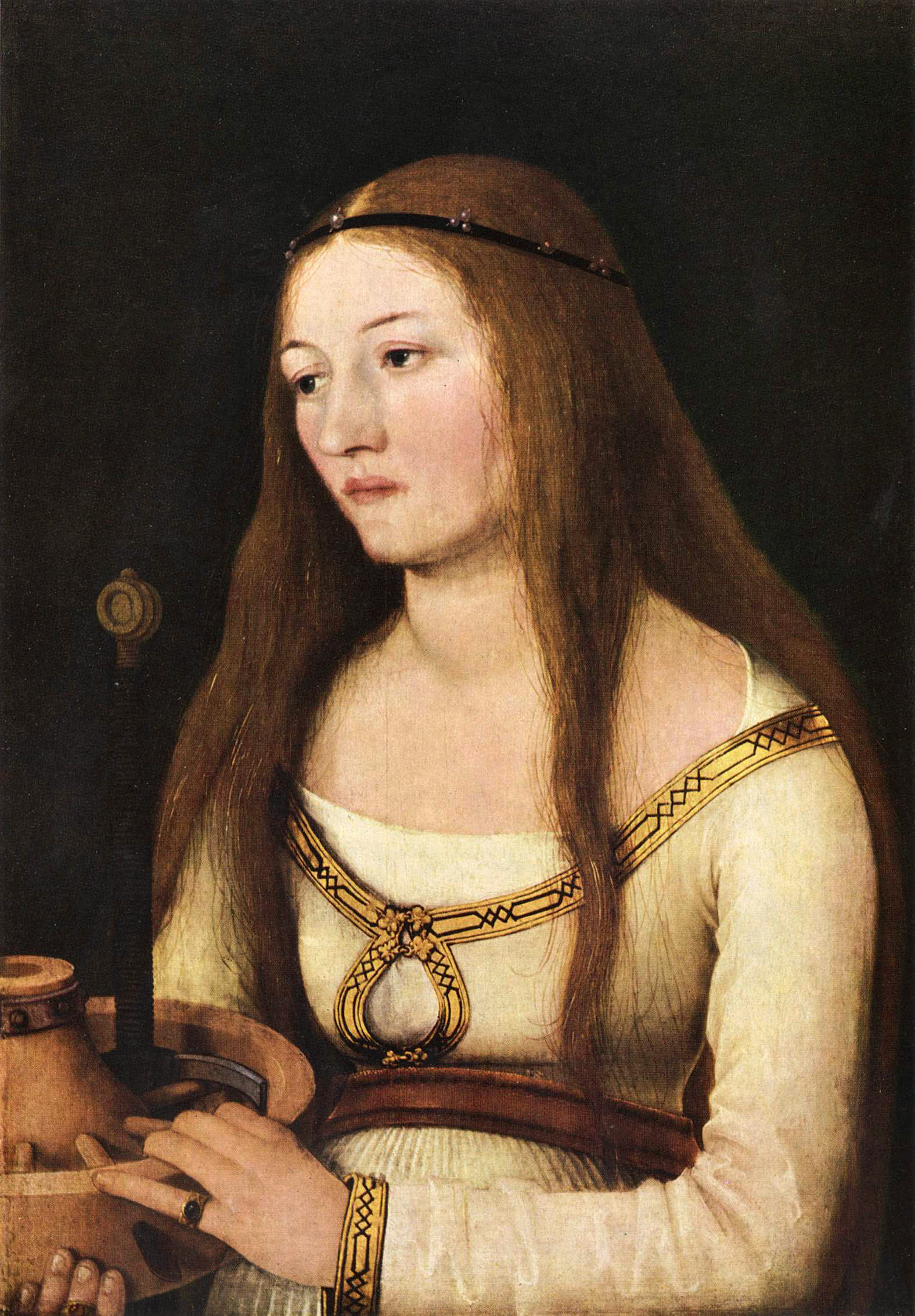
Retrato de Katharina Schwarz (1509-1510) no Schlossmuseum Gotha.